# Rodrigo Guerrero
Rodrigo Guerrero Velasco es un político y médico cirujano, nacido en Cali, Colombia. Fue alcalde de Cali en el periodo 1992-1994 y concejal de la misma ciudad hasta el 2010, año en que se retiró para postularse nuevamente a la alcaldía, en esta ocasión avalado por firmas.
Guerrero ha ocupado otros cargos, entre los que se destacan:
- Secretario para Latinoamérica, Movimiento de Estudiantes Católicos
- Director de Servicios Médicos, Fundación Carvajal
- Director, Corporacón Vallenpaz
- Rector, Universidad del Valle (1982-1984)[2]
- Director, Hospital Universitario del Valle
- Secretario de Salud, Alcaldía de Cali
- Fundador de la revista Colombia Médica

## Alcalde de Cali 1992-1994
Durante su gestión se destacaron muchos proyectos de gran impacto para la ciudad, como El programa Desarrollo, Seguridad y Paz - DESEPAZ, el cual obtuvo reconocimiento por la Organización Panamericana de la Salud, y fue replicado en otras ciudades como Bogotá, Quito y Caracas.
Otra obra de su periodo muy recordada fue la campaña pedagógica 'El Vivo Bobo' que buscaba rescatar el civismo de la comunidad a través de comerciales de televisión, eventos y participación ciudadana. También se le atribuye la modernización de la infraestructura vial de la ciudad, con pasos a desnivel sobre las principales vías, y la vía perimetral.

## Sector privado
Como director de la Fundación Carvajal, desarrolló programas de capacitación para microempresarios y tenderos de la ciudad. También cocreó y dirigió la Corporación Vallenpaz, organización orientada al apoyo de familias campesinas y desplazadas del Valle del Cauca, Cauca y Nariño para el desarrollo de proyectos productivos de agricultura, con asesoría técnica y apoyo en la comercialización en las ciudades capitales. En la actualidad, la corporación apoya más de 5.500 familias campesinas de la región.

## Elecciones de Cali 2011
Luego de deliberar sobre si se postulaba o no a las elecciones para la alcaldía, Rodrigo Guerrero tomó la decisión, pero el Partido Conservador en el cual militaba, ya había avalado a Milton Castrillón. Razón por la cual comenzó un proceso de recolección de firmas bajo el movimiento 'Guerrero Alcalde', recolectando algo más de 130.000 firmas. Guerrero ganó la alcaldía con una considerable ventaja, sacándole el doble de votación a su principal contendor, Milton Castrillón.

## Alcalde de Cali 2012-2015
Tras su elección, Guerrero nombró a su equipo de trabajo a personas altamente calificadas para el puesto, que algunos han llamado 'expertos traídos de la NASA'. Sin embargo, entre su gabinete de secretarios nombró a dos potenciales candidatos a la alcaldía en el 2015,
- Secretaría de Gobierno, Convivencia y Seguridad: Carlos José Holguín
- Secretaría de General: ´Ximena Hoyos Lago
- Secretaría de Deporte y Recreación: Clara Luz Roldán
- Secretaría de Infraestructura y Valorización: Miguel Antonio Meléndez
- Secretaría de Tránsito y Transporte: Ómar Jesús Cantillo
- Secretaría de Educación: Raúl Salazar
- Secretaría de Salud Pública: Diego Calero
- Secretaría de Desarrollo Territorial y Bienestar Social: María Helena Quiñonez
- Secretaría de Vivienda Social: Emma Lucía Berón
- Secretaría de Cultura y Turismo: María Helena Quiñonez